# 1192 en santé et médecine
| Années de la santé et de la médecine : 1189 - 1190 - 1191 - 1192 - 1193 - 1194 - 1195    |
| Décennies de la santé et de la médecine : 1160 - 1170 - 1180 - 1190 - 1200 - 1210 - 1220 |

Cet article présente les faits marquants de l'année 1192 en santé et médecine.

## Fondations
- Fondation à Kilbixy (en), dans la province de Meath en Irlande, d'une léproserie placée sous le patronage de sainte Brigitte[1].
- Fondation de l'hôpital San Salvatore à Ficarolo en Vénétie, par Imiza, femme de Sichelmo, et par Casotto, son fils, membres de la famille mathildique de Landolfo, évêque de Ferrare, établissement qui disparaîtra au cours du XIVe siècle[2].
- Le pape Célestin III prend officiellement sous sa protection l'ordre hospitalier des Teutoniques, créé en 1127-1128 à la fondation à Jérusalem, par un couple de pèlerins de Brême, d'un hôpital réservé aux soins et au repos de leurs compatriotes allemands[3].
- Première mention de la léproserie Saint-Laurent de La Ferté-Villeneuil, dans le comté de Blois, mais dans un document qui « la suppose beaucoup plus ancienne[4] ».
- Installation d'une léproserie à Pessat, en Auvergne[5].
- Première mention de la maladrerie Saint-Lazare à Maubeuge, dans le comté de Hainaut[6].
- 1192-1193 : fondation de St Mary's Hospital à Strood, dans le comté de Kent en  Angleterre, par Gilbert de Glanville (en), évêque de Rochester[7],[8].
- Après 1192 : on perd toute trace de l'hôpital Duranti Despinas de Montpellier, en Languedoc, établissement qui avait été fondé en 1128[9].

## Événement
- Vers 1192 : Gilles de Montaigu, comte de Duras, meurt lépreux[10].